# ストック (スキー)

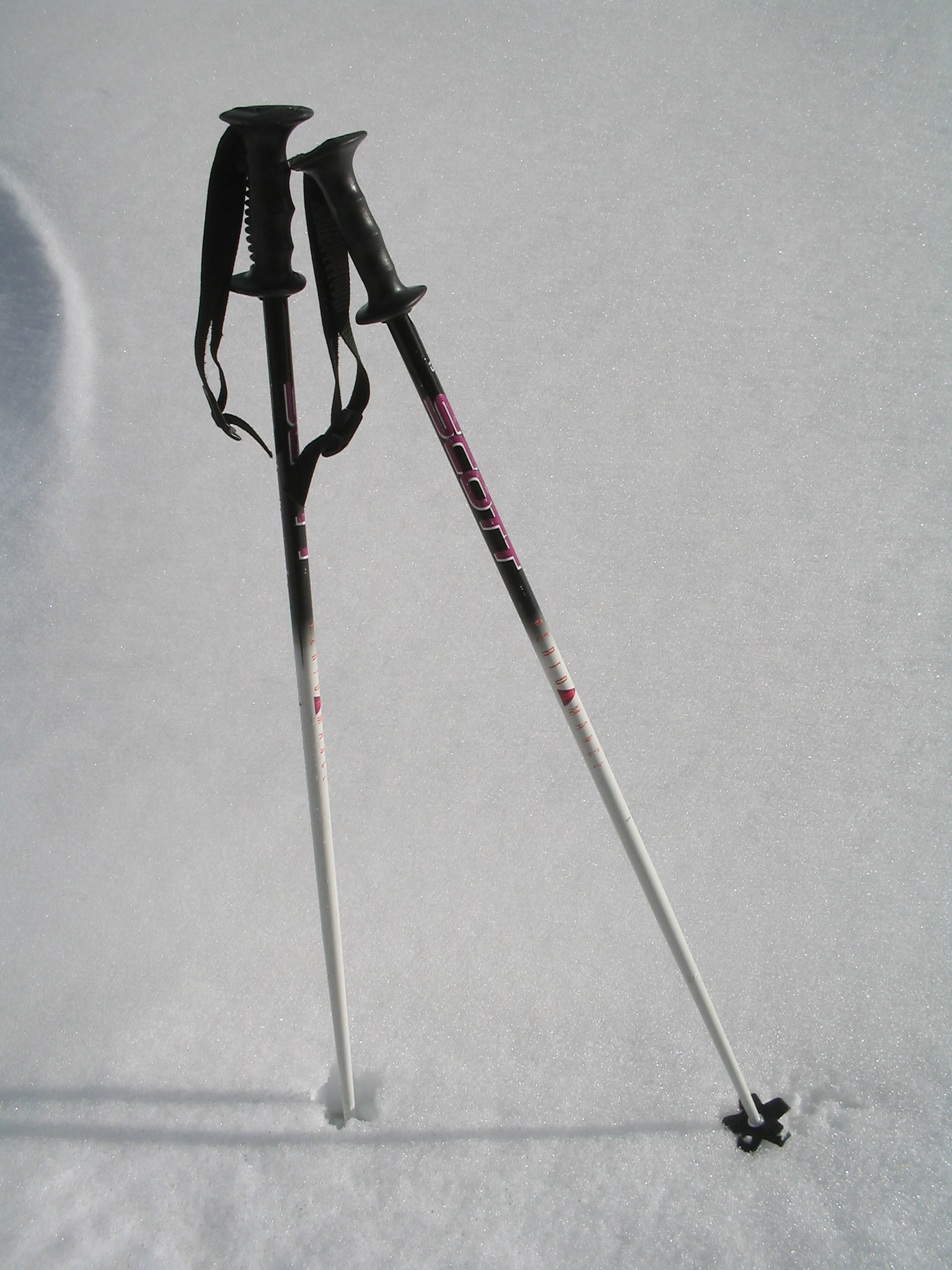
ストック

スキーストック（独: Skistock、ストックとも）は、スキーで滑走する際にバランスを保持したり、加速したりするために用いる杖。ドイツ語: Stock（シュトック）は「杖」を意味する。近年では英語での呼称であるポールやスキーポールといった語が日本語でも使われるようになっている。

## 構造

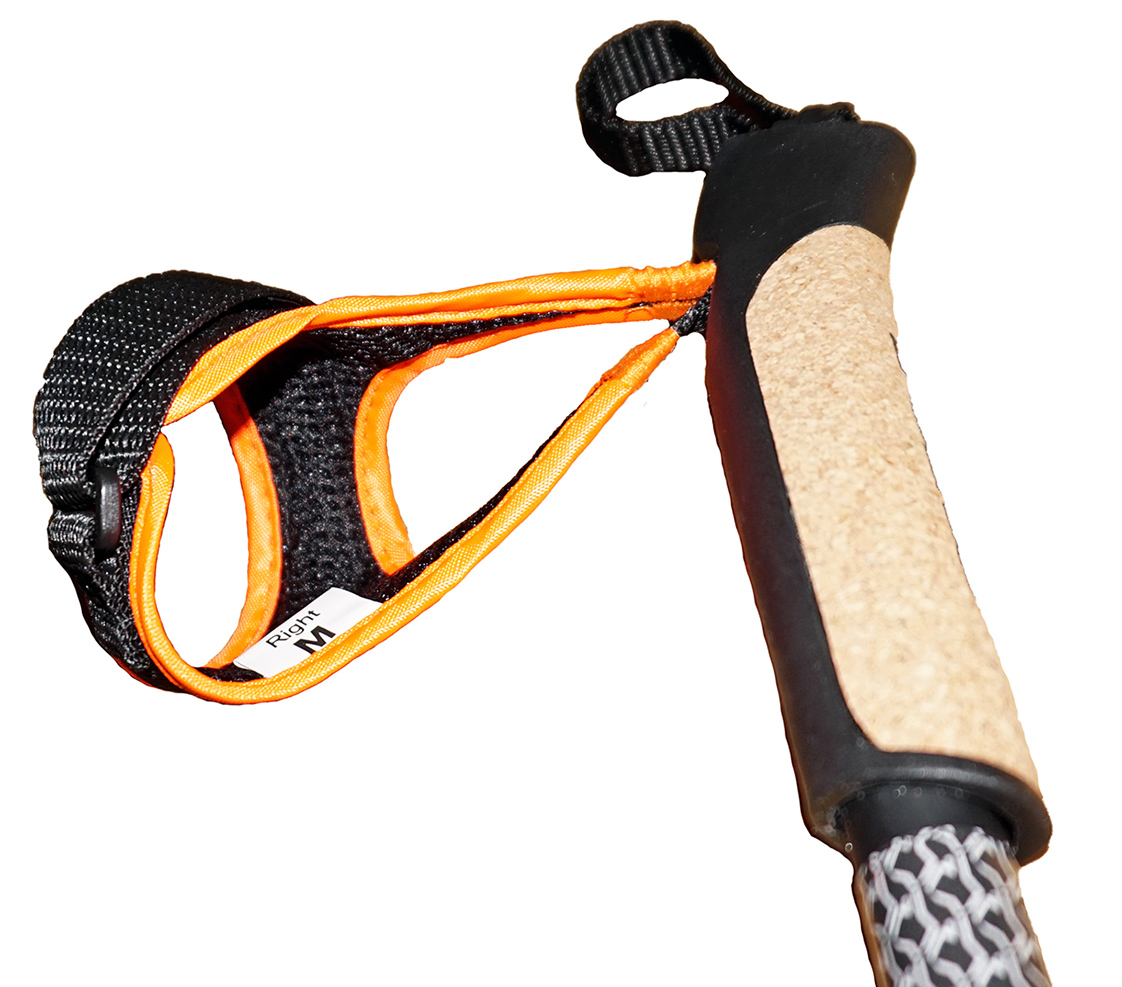
ストラップのついたグリップ

ストックは2本で1対となっており、それぞれの手に1本ずつ持つ。握り（グリップ）の部分にはストラップ（手革）がついており、これに手首を通してストックを握る。ストラップのないものもあり、ウイングロックなどと呼ばれるガードのようなもので手首に固定するものもある。ストックの先端付近にはバスケットあるいはリング（雪輪）と呼ばれる円盤状のものがついており、これによってストックが雪の中に沈み込むのを防いでいる。深雪を滑走することを主としたストックは大きなリングが使用される。グリップとリングの間の部分をシャフトと呼び、先端にはアイスバーンなど硬い雪面でも刺さるように石突きとよばれる金属製のパーツが付く。シャフトが2重構造になっていて上部のシャフトの中に下部のシャフトが収納でき、長さを調節できるタイプもある。シャフトが伸縮可能なストックは、山スキーやテレマークスキーでは携帯する目的で以前からよく使われているが、最近ではアルペンスキーの基礎スキーでも使われるようになってきていて、子どもの成長に合わせた長さ調節、滑走姿勢の矯正（後傾姿勢を前傾姿勢に修正するなど）、整地斜面と不整地（コブ）斜面でストックの長さを使い分けるなどの目的で使われている。

## 役割
初中級スキーヤーがレジャースポーツとして楽しむ場合、リフト乗降場において身体を前進させるための手がかりや待機時にバランスをとる杖代わりという認識が多い。しかしストックは、スキースクールにおいて一般的に教わるターン始動のきっかけを作るストックワーク以外に、左右前後のバランスを取るために重要な役割を果たしている。簡単に言うとやじろべえの左右の腕の役割をストックが担っており、ストックを握っている手の位置によって前後のポジショニングがほぼ決まると言える。特にコブ斜面でのバランスはストックによる影響が大きいためストック自体のバランス、振りやすさ、および長さが重要なポイントとなるが、上級者は更なるバランス感覚を磨くためにあえてコブ斜面をノーストックで滑る事がある。また山スキーやクロスカントリーでは新雪での歩行が伴うためバスケットも比較的大きい。
新雪で転倒して、ストックを突いても潜ってしまい、立ち上がれない場合には、ストックを手から外して×形にクロスさせて雪面に置き、雪面からの支持力を高めて、クロスしたストックの中心に手をついて立ち上がる手段がある。

## 素材
素材としてはレース用では高張力アルミが使用され、一般・デモ用のストックではカーボンが使用されることが多い。1980年代まではアルミ製とグラスファイバー製が主流であり、重い重量と耐久性に欠点があった。1990年代中盤に、釣り具メーカーのダイワ精工（現グローブライド）より世界で初めて高密度カーボン製のストックが発売されると、その軽さと曲がりにくい耐久性により世界中のメーカーが追随し、普及が加速した。カーボンはアルミと比べて軽量で細く成型しやすい一方で、レースなどハードな使用には向かないと思われていた。しかし、細く空気抵抗が少なく振り出しやすいため、高速系のアルペン競技や基礎スキー大会に使う選手が多数出てきた。転倒などで衝撃を受けた際にはアルミは折れにくいが曲がり易く、カーボンは曲がることはないが折れやすいといった相反する特性がある。長さを調節できる2重構造タイプのものでは上部がアルミ、下部がカーボン製のものなどもある。日本国内の大まかな実勢価格としては、安価で重いアルミストックでは3000円程度、レース用の最高級品では3万円を超えることもある。

## 種類
ストックはスキーの滑走目的や競技内容などによってその長さや形状が異なる。スキージャンプやスキーボードではストックは使用しない。

### アルペンスキー
アルペンスキーの基礎スキーで一般に適切とされるストックの長さは、平面な床に素足で立った時にストックのリングから石突きまでの部分を持って、グリップを手の真下の床に垂直に突いた時、腕が直角になっている状態の長さが良いとされている。ただし、伸縮可能なストックを使い、状況に合わせて長さを変える事もある。
コブのある斜面を滑降するモーグルでは、コブの頂点と溝という高低差のあるところを滑るため、溝に入ったときコブの頂点についたストックを谷側にスムーズに反せるように特に短くなっている。

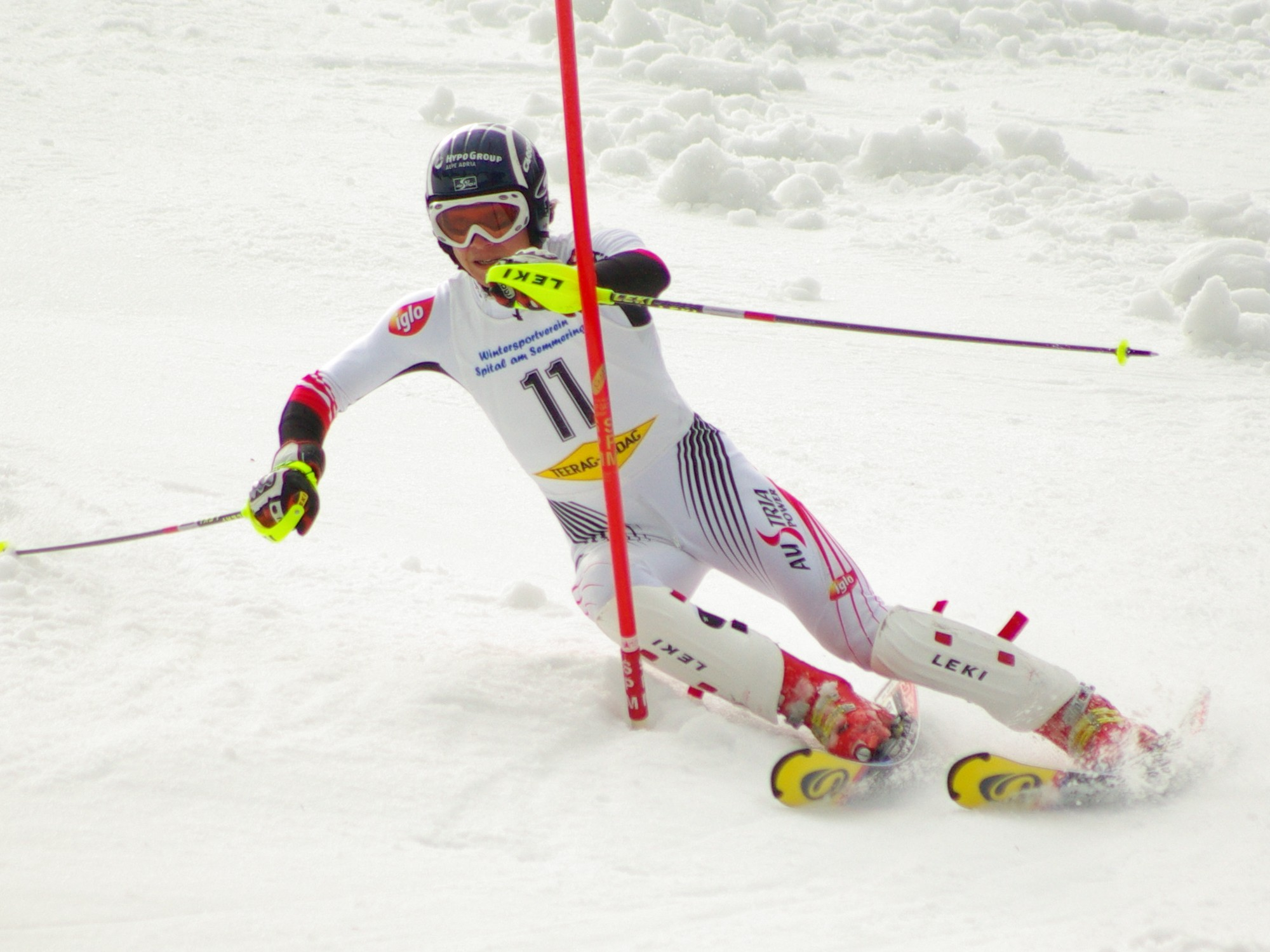
グリップにガードを付けたストック。バスケットは小さい。

アルペンスキーの競技ではスタート時のスケーティングなどでストックを突きながら助走・加速するのに使われるので、多少長めのものが使用される。その中で滑降（ダウンヒル/Downhill）やスーパー大回転（スーパージャイアントスラローム/Super Giant Slalom, Super G）のように高速滑走が行われるスキー競技では、前方にかがみこんでストックのシャフトを体に沿わせ、石突きを後方に突き出すクローチング姿勢をとるため、脇に抱えやすいように体型に合わせてシャフトが屈曲したストックが用いられる。一方で回転（スラローム/Slalom）では手やシャフトでポールを倒すので、グリップにプロテクタ（ナックルガード）を取り付けたストックを使用する。
競技用バーン（斜面）は水や硫安・塩カリ等の凝固剤の散布によってスケートリンクのように硬いアイスバーンとなるため、ストックの石突は鋭利で硬質となっている。
競技用に使われるストックのバスケットは主に空気抵抗減少を目的として非常に小さいものが装着され、特に高速系競技（滑降・スーパー大回転）に使われる物は空気抵抗がシビアになるために円錐形やピンポン玉形状として、バスケットと呼ぶのが難しい物が付いている事もある。

### クロスカントリー
クロスカントリースキーでは平らな雪面を突きながら進むため、背中などへの負担を軽くするために長いストックが使われる。